# 紮作技藝展示館
紮作技藝展示館是在香港上水古洞的一座介紹紙紮製作的博物館，由香港紮作業聯會創立。
博物館擺放分為三個部份，以「過去紮作」、「現在紮作」及「未來紮作」陳列不同時期的三十多件紮作成品。